# Жовтець гостронасінний
Жовте́ць гостронасі́нний (Ranunculus oxyspermus) — багаторічна рослина родини жовтецевих. Вид поширений у південно-східній Європі й західній Азії.

## Опис
Трав'яниста рослина заввишки 15–40 см. Рослина густо відстовбурчено запушена. Квітки жовті, 1.5–2 см в діаметрі. Квітколоже запушене. Чашолистки відігнуті від пелюсток. Плоди кутасто-яйцеподібні, горбкуваті, 2–3 мм завдовжки.

## Поширення
Поширений у південно-східній Європі, Західній і Центральній Азії.
В Україні вид зростає у степах, на схилах — у Степу і Криму.